# Trimbs
Trimbs település Németországban, Rajna-vidék-Pfalz tartományban. Lakosainak száma 617 fő (2023. december 31.).

## Népesség
A település népességének változása:
| Lakosok száma | 571  | 573  | 613  | 613  | 617  |
|               | 2017 | 2019 | 2021 | 2022 | 2023 |